# Backhaus des Unterdorfes

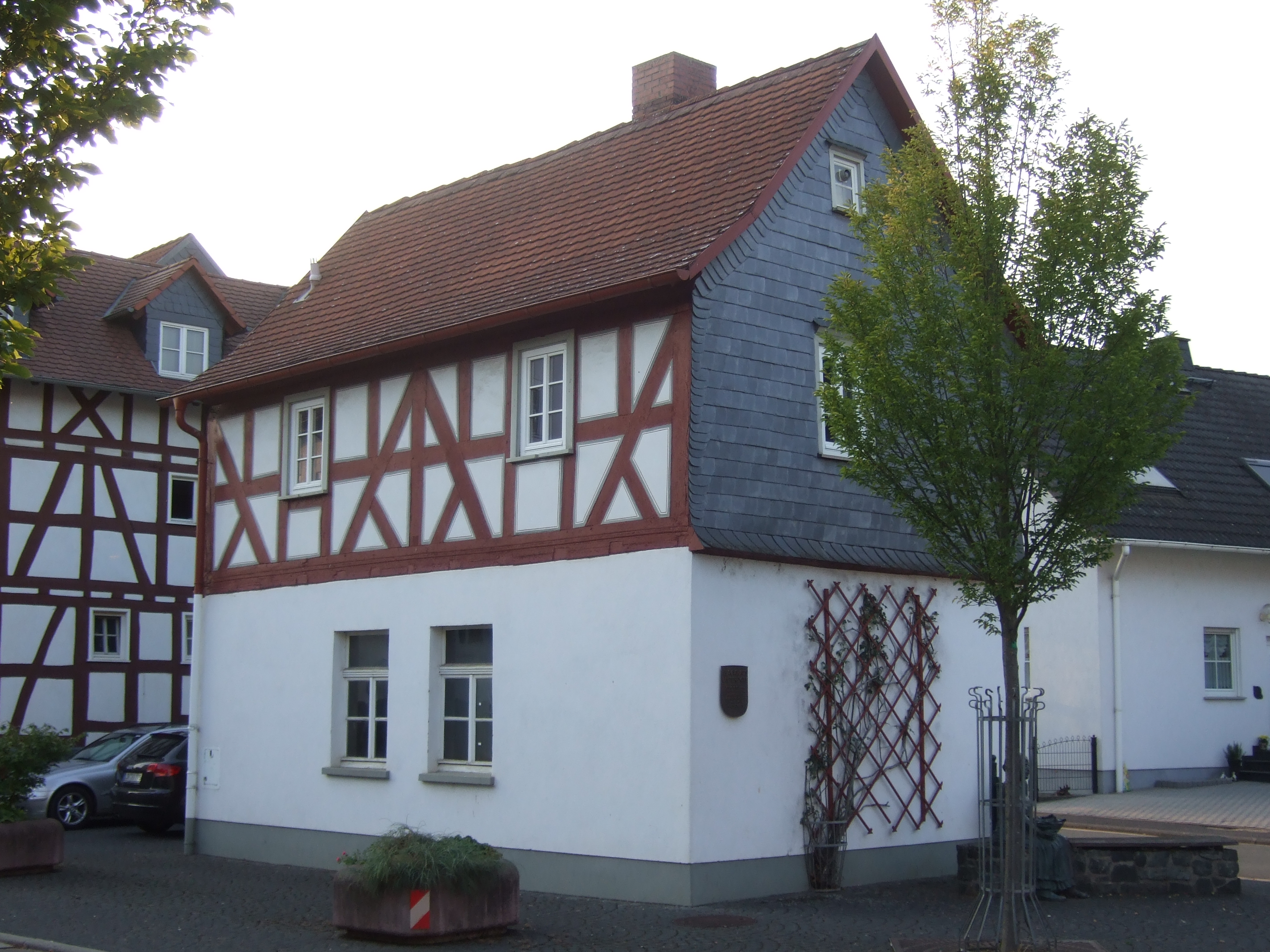
Backhaus des Unterdorfes

Das Backhaus des Unterdorfes ist ein denkmalgeschütztes Gebäude in der Dillstraße 28 im Stadtteil Hermannstein in Wetzlar, das im 17. Jahrhundert erbaut wurde.
Das kleine Gebäude wurde als zweigeschossiges Backhaus errichtet. Das Erdgeschoss ist massiv ausgeführt, während das Obergeschoss in Fachwerk ausgeführt wurde. Das ursprünglich vermutlich verputzte Fachwerk besteht aus hohen, geraden Fußstreben, die mit gegenläufigen Fußbändern an Eck- und Mittelständer über profiliertem Schwellholz versehen sind. Die Giebelseiten des Backhauses sind mit Schiefer gedeckt.
Nach einer am Gebäude angebrachten Plakette wurde das Haus vor 1664 errichtet und heute noch zum Backen genutzt. Im Obergeschoss sei die ehemalige Wohnung der Backfrau gewesen.